# Lorscher Annalen
Die Lorscher Annalen (Annales Laureshamenses) sind zusammenhängende Jahresberichte aus dem Fränkischen Reich, die an frühere Annalen anknüpfend den Zeitraum der Jahre 703 bis 803 schildern und die als wichtiges zeitgenössisches Zeugnis der Krönung Karls des Großen zum Römischen Kaiser im Jahr 800 gelten. Sie entstanden im südhessischen Kloster Lorsch. 
Allerdings bieten die Lorscher Annalen nur ab dem Jahr 785 eigenständiges Material; für die Zeit davor ist die Schilderung mit der Darstellung in den Annales mosellani identisch. Vermutlich hat der Tod des Autors der Lorscher Annalen diesen daran gehindert, die Darstellung über das Jahr 803 hinaus fortzusetzen.
Ein Fragment der Lorscher Annalen ist heute als Handschrift 515 im Besitz der Österreichischen Nationalbibliothek. Ob es sich dabei um das Autograph handelt, ist umstritten. Die Annalen zählen trotz ihres geringen Umfangs und ihrer Unvollständigkeit zu den bedeutendsten Quellen der Geschichtsschreibung aus der Zeit der Karolinger. 
Die Forschung geht heute davon aus, dass die Handschrift 515 der Lorscher Annalen von insgesamt vier Personen geschrieben worden ist. Als Hauptverfasser vermutete der österreichische Historiker Heinrich Fichtenau den Bischof Richbod von Trier. Dieser gehörte zum Freundeskreis Karls des Großen, war seit dem Jahr 784 Abt im Kloster Lorsch und schließlich Bischof von Trier und hatte Zugang zu allen wichtigen Informationsquellen jener Zeit. Allerdings ist diese These durchaus umstritten.
Neben den lateinischen historischen Einträgen wurde ganz am Ende des Manuskripts auch noch ein althochdeutscher Text eingetragen, nämlich die Nachgestaltung des biblischen Textes um Christus und die Samariterin aus dem vierten Kapitel des Johannesevangeliums (Joh 4,1 ) in altalemannischer Sprache. Dieser in seiner Reimform dem Evangelienbuch des Otfrid von Weißenburg nahestehende Text ist besonders für die historische Linguistik eine bedeutende Quelle.
Ein vollständiges Exemplar der Lorscher Annalen ist im Cod. 8/1 der Bibliothek des Stiftes St. Paul im Lavanttal zu finden.